# انتخابات در جمهوری چک
انتخابات در جمهوری چک (چکی: Parlament České republiky) براساس نظام چند حزبی سیاسی و پارلمانی در این کشور اداره می‌شود. بر پایه دموکراسی. پارلمان این کشور دو مجلس دارد. اعضای مجلس نمایندگان ۲۰۰ نفر هستند که از جمله اعضای مجلس قانونگذاری ملی را برای مدت چهار سال انتخاب می‌کنند. متناسب با لیست احزاب ۵ درصد هم از احزاب سیاسی انتخاب می‌شوند. مجلس سنای جمهوری چک دارای ۸۱ عضو می‌باشد که در انتخابات دومرحله‌ای در حوزه‌های انتخاباتی تک کرسی، برای یک دوره شش ساله انتخاب می‌شوند. در آخرین انتخابات سنای جمهوری چک ائتلاف حاکم حزب سوسیال دموکرات چک (ČSSD)، آنو ۲۰۱۱ و اتحادیه مسیحی و دموکراتیک (KDU-ČSL) اکثریت سنا را در دست خود حفظ کردند البته یک سوم کرسی‌ها در پاییز هر سال در رقابتهای انتخاباتی تعین تکلیف شده و مورد بررسی قرار می‌گیرند.
رئیس‌جمهور جمهوری چک به‌طور غیرمستقیم به مدت پنج سال تا سال ۲۰۱۲ انتخاب شد؛ اما از انتخابات ۲۰۱۳ نظام انتخاباتی ریاست جمهوری از طریق انتخابات مستقیم دو مرحله‌ای صورت می‌گیرد.
انتخابات شهری هر چهار سال از سال ۱۹۹۰ و انتخابات منطقه‌ای هر چهار سال از سال ۲۰۰۰ آغاز شده است. این انتخابات در پاییز برگزار می‌شود. رای‌گیری در انتخابات چک به‌طور معمول طی دو روز از روز جمعه تا بعد از ظهر روز شنبه برگزار می‌شود، 

## نظام انتخاباتی

### انتخابات ریاست‌جمهوری
هر شهروند ۴۰ ساله یا بیشتر می‌تواند برای ریاست‌جمهوری نامزد شود، مگر اینکه قبلاً دو دوره در این مقام خدمت کرده باشد یا توسط دادگاه قانون اساسی به خیانت محکوم شده باشد. از سال ۱۹۹۳ تا ۲۰۰۸ رؤسای‌جمهور توسط هر دو مجلس پارلمان در سه دور رأی‌گیری انتخاب شدند. اما از زمان انتخابات ۲۰۱۳ رئیس‌جمهور به‌طور مستقیم توسط مردم در دو مرحله انتخاب می‌شود، آنچنانکه دو نامزد برتر مرحله اول دوباره در مرحله دوم با یکدیگر به مصاف می‌پردازند. رؤسای‌جمهور برای دوره‌های پنج ساله انتخاب می‌شوند.